# Tithonium Chasma
Il Tithonium Chasma è una valle marziana situata ad est del cratere Oudemans, parallela allo Ius Chasma lungo una direttrice comune nord-sud. Le due valli condividono gli stessi aspetti morfologici, sebbene Tithonium Chasma sia di dimensioni leggermente inferiori e sul suo letto siano presenti polveri modellate dal vento.
La valle è separata dallo Ius Chasma da uno strato di materiale di formazione recente, costituito da lava solidificata legata all'attività vulcanica della regione di Tharsis.

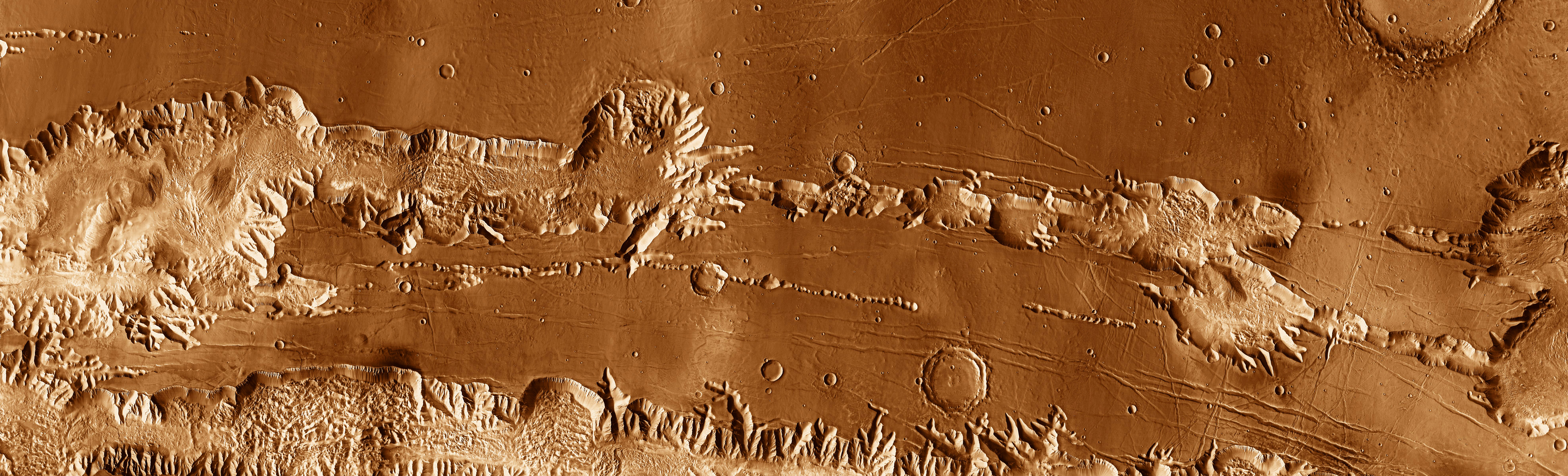
Il Tithonium Chasma in un mosaico di THEMIS, immagini a infrarossi, con parti di Ius e Candor chasmata visibile nella parte inferiore e destra, rispettivamente. Le catene cratere approssimativamente parallele e fosse tettoniche del Tithoniae catenae e Tithoniae Fossae sono visibili sia sopra che sotto Tithonium Chasma.